# .se
Se Punkt se för tidningen och Punkt.se för webbsöktjänsten.
.se är Sveriges toppdomän och administreras av den allmännyttiga stiftelsen Internetstiftelsen (tidigare Stiftelsen för Internetinfrastruktur).

## Historia
1986 registrerade Björn Eriksen landskoden .se, en av de allra första landsdomänerna. De första domänerna som registrerades under .se var enea.se, luth.se, chalmers.se, lu.se, sema.se, siemens.se, lth.se, hp.se, objecta.se, kth.se, sics.se, aahus.se, volvo.se, environ.se, fdata.se, mil.se, alp.se, appli.se. Dessa registrerades samtidigt med att .se registrerades som toppdomän 1986. Domännamnen ovan hade tidigare funnits registrerade som nodnamn (med början 1983) och konverterades till domännamn när DNS infördes 1986. 1988 flyttade Björn Eriksen registreringen av .se-domännamn till KTH. 1997 tog Stiftelsen för Internetinfrastruktur över ansvaret för den svenska toppdomänen och dotterbolaget NIC-SE, som stod för domännamnsdriften, bildades. I december 2005 gick dotterbolagen NIC-SE och IIS Services upp i Stiftelsen för Internetinfrastruktur och kallades därefter för .SE.
1996 infördes regler som begränsade användandet av .se-domänen till rikstäckande företag (aktiebolag) och organisationer. Privatpersoner hänvisades till underdomäner (.pp.se), medan enskilda företag och lokala organisationer (såsom föreningar) fick nöja sig med underdomäner till .<länsbokstav>.se. Det berodde på att man bara ville godkänna namn som innehavaren ägde rikstäckande. Generella ord fick inte registreras (till exempel sport.se), och domännamnet var tvunget att spegla det registrerade företagsnamnet. Registrerade varumärken godkändes inte, vilket ibland kringgicks genom att bilda ett aktiebolag med varumärkets namn, ofta till miljonkostnader. Före 1996 var det ännu mer restriktivt med KTH:s egna regler, då privatpersoner och föreningar inte alls kunde registrera egen domän.
Efter hård kritik liberaliserades reglerna i april 2003. Det blev möjligt för vem som helst att registrera valfritt ledigt domännamn under förutsättning att den inte finns med på .SE:s lista över spärrade och reserverade domännamn. .SE använder sig av först-till-kvarn-principen, men det finns möjlighet att överklaga tilldelningen av ett domännamn i efterhand. Då utförs ett alternativt tvistlösningsförfarande (ATF), vilket är ett sätt att pröva domännamnsrättigheten utan att behöva gå till domstol.
2003 blev det möjligt att registrera .se-domäner med tecknen å, ä, ö, é och ü, kodade med punycode. Innan dess fick man använda a för å och ä, vilket orsakade tvist mellan Habo och Håbo kommuner, vilket Håbo vann eftersom de registrerade först. Sommaren 2007 tillkom även de tecken som förekommer i Sveriges officiella minoritetsspråk; finska, meänkieli (tornedalsfinska), samiska, romani och jiddisch. Samtidigt blev också skrivtecknen för de övriga nordiska språken möjliga att använda i .se-domäner. Tillsammans kallas domännamn med något av dessa tecken IDN-domäner (Internationalized Domain Names). IDN-domänerna har inte blivit särskilt populära och används mest för omdirigering till domännamn utan speciella tecken.

## Användning
År 1997 fanns runt 30 000 .se-domännamn registrerade vilket är att jämföra med den dryga miljon .se-domäner som finns registrerade 2021.
I undersökningen Svenskarna och internet 2017 uppgav 15 procent av de svenska internetanvändarna att de ägde ett domännamn för privat ändamål. Vanligast var det att äga en .se-adress, vilket 72 procent av domännamnsägarna hade. Detta var en ökning med 5 procent sedan 2016. Efter .se var .com (36 %) och .nu (9 %) vanligast.

## Formella regler
- Vem som helst får registrera domäner, även utlänningar.[13]
- Namnet måste vara ledigt och får inte vara spärrat, olagligt enligt svensk lag eller göra intrång på varumärken eller vissa andra rättigheter.
- Inga anonyma ägare, fullständiga kontaktuppgifter behövs.
- Minst ett och högst 63 tecken.[13]
- Endast bokstäverna a-z, å, ä, ö, é och ü samt siffrorna 0-9 och bindestreck samt bokstäver från nordiska grannländers språk och officiella minoritetsspråk (sammanlagt över 240 olika tecken) får användas.[13] Hebreiska och latinska bokstäver får inte blandas. Siffror och minustecken (bindestreck) får kombineras med båda alfabeten.[14]